# Mancoa laevis
Mancoa laevis är en korsblommig växtart som beskrevs av Hugh Algernon Weddell. Mancoa laevis ingår i släktet Mancoa och familjen korsblommiga växter. Inga underarter finns listade i Catalogue of Life.